# Rạch Ông
Rạch Ông là một phường thuộc Quận 8, Thành phố Hồ Chí Minh, Việt Nam.
Phường Rạch Ông có diện tích 1,50 km², dân số năm 2023 là 80.874 người, mật độ dân số đạt 53.916 người/km².